# Palpita vitrealis
Palpita vitrealis, comummente conhecida como traça-verde, é uma espécie de insetos lepidópteros, mais especificamente uma espécie de traça polífaga, pertencente à família dos Crambídeos.
A autoridade científica da espécie é Rossi, tendo sido descrita no ano de 1794.

## Etimologia
Quanto ao nome científico desta espécie:
- O nome genérico, Palpita, provém do latim, tratando-se de uma conjugação do verbo palpĭto, que significa «palpitação; pulsação; vibração».[3]

- O epíteto específico, vitrealis, também provém do latim, tratando-se de uma declinação do étimo, vitreus[4], e significa «vítreo; como vidro; transparente».[5]

## Praga
Trata-se de uma espécie presente no território português, constituindo uma considerável praga das espécies da família das oleáceas, nomeadamente dos géneros Jasminum, Ligustrum, Olea, Fraxinus e Phillyrea, causando prejuízos elevados nas folhas dessas plantas, principalmente em plantações jovens e viveiros.
Nos olivais, esta traça costuma atingir densidades populacionais moderadas, embora haja períodos em que se verifiquem surtos que podem causar prejuízos elevados. As lagartas da traça-verde atacam as folhas tenras, especialmente as dos rebentos terminais, podendo inclusive atacar os frutos. As jovens lagartas alimentam-se da página inferior das folhas e, à medida que vão crescendo, acabam por comer as folhas inteiras e os rebentos, ao passo que, na segunda geração, passam a comer os frutos e sementes, especialmente se atingirem níveis populacionais suficientemente elevados.